# 凱德商用新加坡信託

凱德商用新加坡信託標誌

凱德商用新加坡信託（前稱：嘉茂信託，SGX：C38U）是凱德商用旗下的房地產信託基金，在新加坡持有商場。
2001年11月，嘉德置地計劃分拆SingMall Property Trust上市，但最終因分派率不夠高而上市失敗。2002年，SingMall Property Trust易命為嘉茂信託，再申請上市。嘉茂信託在7月17日在新加坡交易所上市，是新加坡第一隻房地產信託基金，上市初期的資產只有淡濱尼廣場、碧山第八站及福南數碼活力廣場。
2012年5月，凱德商用新加坡信託以1.19億新加坡元出售Hougang Plaza。

## 外部連結
- 凱德商用新加坡信託（页面存档备份，存于）